# Могила Гурсак
Могила Гурсак — курганний могильник Запорізької області, неподалік Захарівської фортеці. Пограбований у травні 2021 року. Розташований у селі Червоне Поле за 4,5 км на північний захід від західної околиці села.